# Konklav

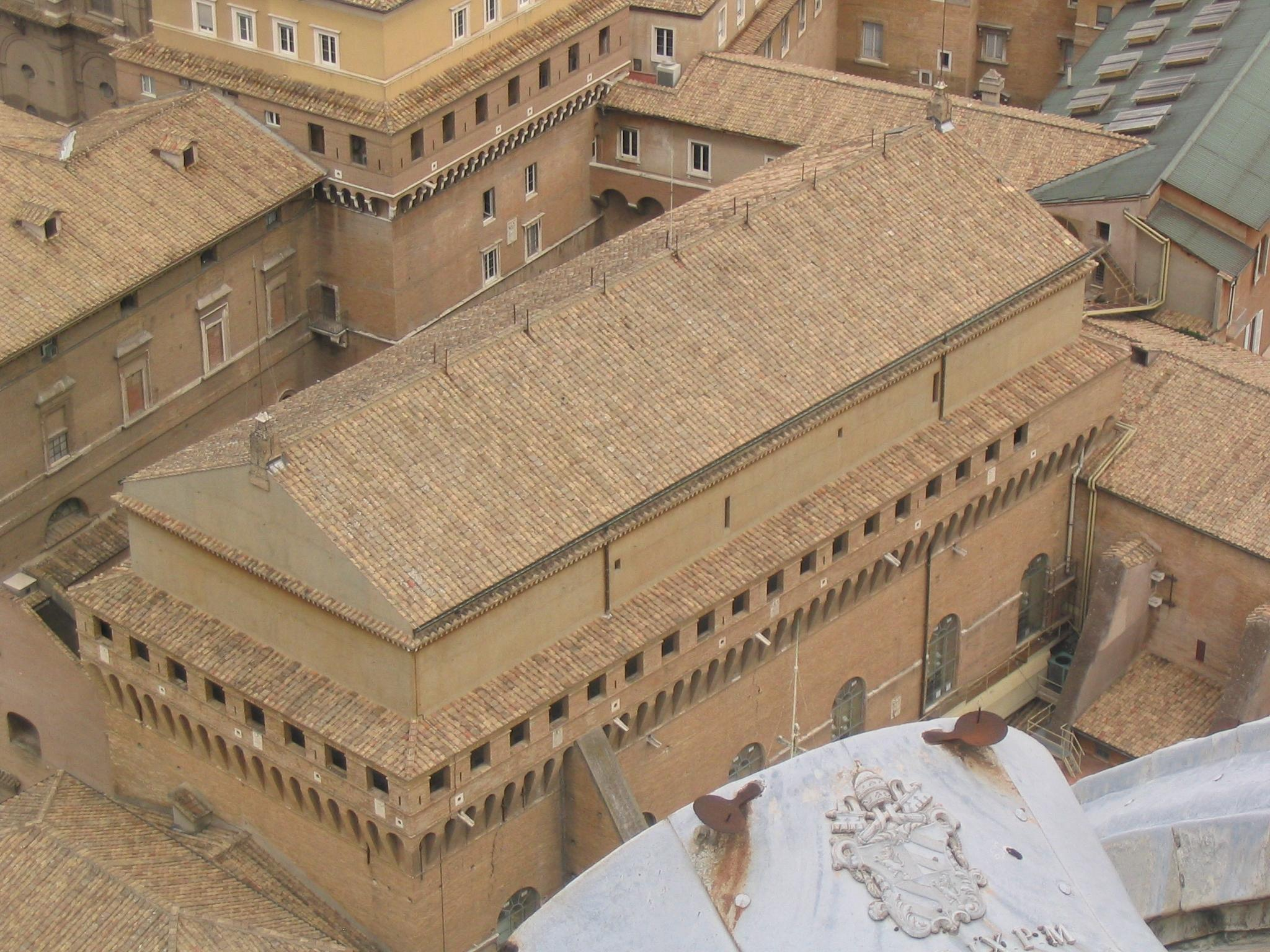
Konklaven sammanträder i Sixtinska kapellet.

Konklav, av latinets conclave ’kammare’, ytterst av clavis ’nyckel’, egentligen ’rum som kan låsas’, är det från yttervärlden strängt avspärrade rum i vilket påveval försiggår. Det är även benämningen på de bakom låsta dörrar hållna sammanträden varvid de församlade kardinalerna förrättar påveval. Konklaven sammanträder i Sixtinska kapellet, som är beläget i anslutning till Apostoliska palatset.
När påve Clemens IV avled i november 1268, hade kardinalerna, som var församlade i Viterbo, mycket svårt att enas om en efterträdare. Kardinalerna var splittrade på grund av olika världsliga makthavares inblandning. När det folkliga missnöjet med kardinalernas oförmåga att utse en ny påve blev ohållbart, låste företrädare för de lokala myndigheterna helt sonika in kardinalerna i påvepalatset. När inte detta kunde påskynda valprocessen, lät man avlägsna palatsets tak och hotade med svältkost. Först då nådde kardinalerna konsensus och utropade Gregorius X till ny påve.
I en konklav väljer de berättigade kardinalerna i Romersk-katolska kyrkan biskopen i Rom som tillika är påve. Ett val blir nödvändigt när överhuvudet över den Romersk-katolska kyrkan avlider eller abdikerar från påvestolen. Då påven Benedictus XVI meddelade sin abdikation, den 11 februari 2013, var det den första abdikationen från påvestolen sedan Gregorius XII avgick 1415.
Valförfarandet i konklaven fastslogs inom ramen för det andra konciliet i Lyon 1274 under påve Gregorius X. De valberättigade utestängs från omvärlden till dess att de har kunnat enas om en kandidat. Nu för tiden äger konklaven rum i Sixtinska kapellet i Vatikanen.

## Konklavens regler
Förfarandet vid ett påveval är baserat på sekler av kyrkorätt och traditioner. Rösträtten är sedan 1059 begränsat till kardinalerna. Tidigare hade den romerska kyrkoföreträdaren och befolkningen i Rom deltagit i valet. Bara påven själv har rätt att ändra reglerna gällande konklaven. Genom utnämnandet av nya kardinaler påverkar påven konklavens sammansättning och därmed valet av sin efterföljare. Det är däremot inte tillåtet för honom att själv välja sin efterföljare.
Det senaste regelverket fastslogs av påve Johannes Paulus II den 22 februari 1996 i den ”apostoliska konstitutionen angående den vakanta apostoliska stolen och valet av biskop i Rom” (Universi Dominici Gregis). Detta regelverk blev av hans efterföljare Benediktus XVI delvis modifierat i juni 2007 i motu proprio De aliquibus mutationibus in normis de electione Romani Pontificis.

## Yttre förutsättningar för konklaven
Tills kyrkostatens upphörande 1870 hölls konklaven i det romerska Quirinalpalatset, och sedan dess hålls konklaven i Sixtinska kapellet i Vatikanen. Till och med den första konklaven 1978 var kardinalerna inlåsta under hela tiden för konklaven vilket gjorde att även små sovutrymmen i kapellet och de angränsande rummen anordnades.
I nyregleringen bestämde påve Johannes Paulus II att det sedan några år färdigställda gästhuset Domus Sanctae Marthae skulle användas som den plats där kardinalerna bor under konklaven. Fortfarande är all form av kontakt med omvärlden förbjuden. Alla andra gäster måste lämna Domus Sanctae Marthae, då det är förbjudet med telefon, TV, radio, post eller tidningar.
Det nya regelverket från 1996 användes för första gången i och med konklaven 2005 efter Johannes Paulus II:s bortgång.

## Genomförande
Konklaven börjar tidigast den 15 och senast den 20 dagen efter påvestolens vakans med en mässa i Peterskyrkan och inträdet av de valberättigade kardinalerna i Sixtinska kapellet. Påvens ceremonimästare uttalar "Extra omnes" (alla ut) att alla som inte tillhör konklaven ska lämna kapellet och försluter avslutningsvis ingången.
Valproceduren följer en noga fastställd ordning. Den första dagen sker ett val och i fortsättningen två på förmiddagen och två på eftermiddagen. Kandidatlistor finns det inte. Varje kardinal har rätt att skriva namnet på sin favoritkandidat med tydlig text på en liten papperslapp. Dubbelvikt har denna papperslapp bara en storlek på 2x2 cm. Varje valsedel har texten "Eligo in Summum Pontificem" (Jag väljer till högsta Pontiff). Varje kardinal går fram till altaret i rangordning och håller upp valsedeln så att alla kan se den, knäböjer kort i bön och uttalar: "Testor Christum Dominum, qui me iudicaturus est, me eum eligere, quem secundum Deum iudico eligi debere" ("Jag tar Herren Kristus, som kommer att vara min domare, till vittne på att jag väljer honom som jag bedömer bör väljas enligt Gud."). Sedan valsedeln stoppats ner i urnan stängs urnan av en av valmedhjälparna och skakas för att blanda valsedlarna. Alla de tre valmedhjälparna antecknar namnen på de valda kandidaterna separat på sina papper. Valet är bara giltigt när antalet valsedlar stämmer med antalet kardinaler som tar del i konklaven och att den individuella uppställningen hos de tre valmedhjälparna överensstämmer med varandra.
Teoretiskt kan varje manlig ogift katolik bli vald till påve. För att bli vald gäller det att få två tredjedels majoritet. Under en kortare period var det tillåtet för kardinalerna att efter 30 icke framgångsrika val bestämma att valet skulle ske genom majoritetsval och dessutom kunde de bestämma sig för att begränsa valet till att bara omfatta de kandidater som hade fått störst stöd på de tidigare omröstningarna. Dessa regler togs bort av Benediktus XVI. Under 1900-talet har det så vitt det är känt inte förekommit mer än 15 valomgångar någon gång.
Den kommande påven får de påvliga insignierna och tar plats framför altaret i Sixtinska kapellet. Avslutningsvis sjungs eller beds Te Deum.
Valsedlarna från en icke framgångsrik valomgång blir enligt tradition uppbrända tillsammans med våt halm så att det bildas svart rök som kunde ses utanför Sixtinska kapellet. Var valet framgångsrikt blev valsedlarna uppeldade tillsammans med torr halm och därmed bildades det vit rök. Det gör att den vita röken signalerar att en ny påve är vald och detta kan ses av de väntande grupperna utanför kapellet. Eftersom rökfärgen inte alltid var lätt att tolka har det i modern tid använts kemikalier för att skapa den vita eller svarta röken. Till slut öppnas kapellet igen och klockorna i Peterskyrkan slår. Med orden "Annuntio vobis gaudium magnum, habemus Papam!" (Jag förkunnar för er en stor glädje, vi har en påve!) tillkännages vem som är vald. Röstetal eller vilka andra namn som har varit aktuella i påvevalet tillkännages inte efter konklaven.

## Valberättigade och valbara

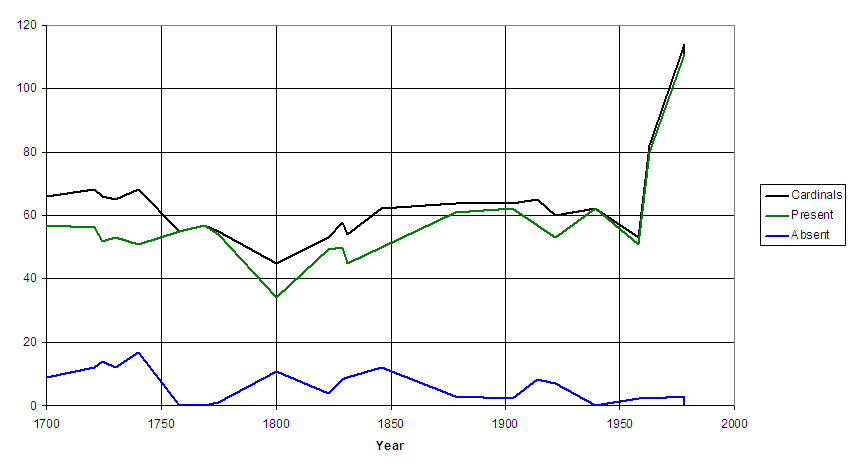
Antalet kardinaler på konklaverna sedan 1700

Valberättigade i konklaven är alla kardinaler i romersk-katolska kyrkan som vid inträffandet av den vakanta påvestolen inte är äldre än 80 år gamla. Förutom denna bestämmelse bestämde Paulus VI i den apostoliska konstitutionen Romano Pontifici Eligendo från 1975 att antalet kardinaler maximalt får vara 120 stycken (dessförinnan var maxantalet 70 men det fanns ingen åldersgräns).
Alla dessa kardinaler är förpliktade att deltaga i konklaven om de inte på grund av sjukdom eller andra försvårande omständigheter är förhindrade. Om någon kardinal uteblir genomförs konklaven likväl utan honom.
Valbar är varje katolsk ogift man. I de få fall då en icke-biskop välj vigs denne till biskop innan han kröns till påve.

## Valgenomförande
Traditionellt fanns det tre procedurer för att genomföra ett påveval:
- Valformen 'per scrutinium' det till idag använda anonyma valen med valsedlar.
- Valformen 'per compromissum' kunde användas när kardinalkollegiet inte kunde komma till beslut trots många valomgångar. Avgörandet lämnades då i händerna på en liten grupp av kardinaler.
- Valformen 'quasi ex inspiratione/per acclamationem seu inspirationem' skedde då en kardinal föreslog ett namn och de andra spontant höll med honom.

De båda sista valformerna blev de facto avskaffade 1179 vid Tredje Laterankonciliet, men de jure först i och med den apostoliska konstitutionen Universi Dominici Gregis 1996 som gör att påvevalen bara får genomföras genom anonyma och skriftliga val. Även efter konklaven är kardinalerna absolut förpliktade att inte berätta något om påvevalet.
Johannes Paulus II införde en ny reglering att om det efter totalt 30 valomgångar under 9 till 12 dagar inte hade valts någon påve kunde kardinalerna välja med majoritetsval eller genomföra ett val mellan de två ledande kandidaterna. Dessa regler togs bort igen av Benedikt XVI.

## Senaste konklaverna

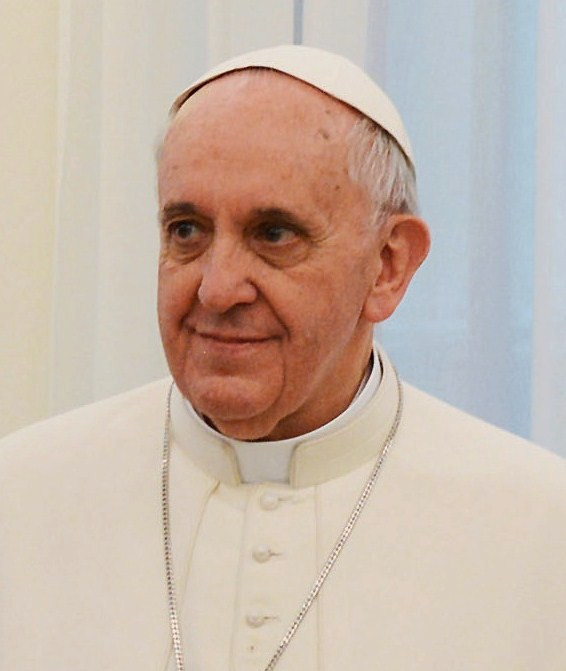
Franciskus valdes av konklaven 2013.

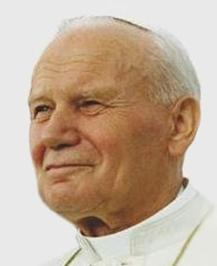
Johannes Paulus II valdes av konklaven i oktober 1978.

Nedan redogörs för vilka påvar som har valts de senaste konklaverna och hur många valomgångar det behövdes för att välja respektive påve.

## Offentliggörande av valet
Efter att valet är klart ropar kardinalprotodiakonen som är kardinalkollegiets sekreterare tillsammans med ceremonimästaren. Kardinalprotodiakonen frågar då den valde påveefterträdaren om han accepterar valet (Acceptasne electionem de te canonice factam in Summum Pontificem?). Om den tillfrågades svar är positivt så frågar kardinalprotodiakonen hur han vill kalla sig som påve. (Quo nomine vis vocari?). Sedan 900-talet tar sig påven ett påvenamn. Efter detta sammanställs ett dokument som resultatet av valet och den valdes nya namn. Är den valde biskop lämnar han över sin biskopsplats. Är han inte redan biskop biskopsvigs han redan i konklaven. Ceremonimästaren skriver ner den valde påvens valda namn och vem som har blivit vald i ett officiellt dokument.
| Påve               | Valår | Valomgångar | Detaljer       |
| ------------------ | ----- | ----------- | -------------- |
| Pius IX            | 1846  | 4           |                |
| Leo XIII           | 1878  | 3           |                |
| Pius X             | 1903  | 7           |                |
| Benedictus XV      | 1914  | 10          |                |
| Pius XI            | 1922  | 14          |                |
| Pius XII           | 1939  | 3           |                |
| Johannes XXIII     | 1958  | 11          |                |
| Paulus VI          | 1963  | 6           |                |
| Johannes Paulus I  | 1978  | 4           |                |
| Johannes Paulus II | 1978  | 8           |                |
| Benedictus XVI     | 2005  | 4           | Konklaven 2005 |
| Franciskus         | 2013  | 5           | Konklaven 2013 |
| Leo XIV            | 2025  | 4           | Konklaven 2025 |